# 1718 Namibia
1718 Namibia (1942 RX) là một tiểu hành tinh vành đai chính.